# Мауро Пикото
Мауро Пикото (Mauro Picotto) е сред най-известните италиански диджей и продуценти.

## Биография
Роден е на 25 декември 1966 година в малкия италиански град Кавур (Cavour), близо до Торино. Става популярен с транс хитовете Komodo, Iguana, Pulsar. Работи заедно с много популярни транс диджеи, сред които и Тиесто. Мауро Пикото е един от резидентите на партито Meganite, което е имало няколко много успешни сезона в клуб Privilege в Ибиса. Той е продуцент на собствения си лейбъл – Bakerloo и момента е смятан за един от най-добрите техно и денс диджеи.

## Дискография

### Албуми
- The Album, The Double Album, The Triple Album (Special Edition) (2000)
- The Others (2002)
- Live in Ibiza (2002)
- Superclub (2006)

### Сингли
- My House/Bakerloo Symphony (1996)
- Angel's Symphony (1996)
- Lizard (1998) UK #33 (in 1999)
- Lizard (Gonna Get You) (1999) UK #27
- Iguana (1999)
- Pulsar (1999)
- Komodo (2000) UK #13
- Bug/Eclectic (2000)
- Come Together (2000)
- Pegasus (2000)
- Proximus (2000)
- Like This Like That (2001) UK #21
- Back to Cali (2002)
- Pulsar 2002 (2002)